# باول دو بوا
باول دو بوا هو نحات بلجيكي، ولد في 1859 في Aywaille ‏ في بلجيكا، وتوفي في 12 أغسطس 1938 في أوكَل في بلجيكا.